# Monster Study
Il Monster Study fu un esperimento sulla balbuzie, effettuato su 22 bambini orfani a Davenport (USA) nel 1939. Fu condotto dal dottor Wendell Johnson, uno dei più famosi psicologi americani, specialista in patologie del linguaggio, presso la Università dell'Iowa.
A grandi linee lo studio era così congegnato: Johnson scelse uno dei suoi studenti, Mary Tudor, per condurre l'esperimento e supervisionò la sua ricerca. Dopo aver messo i bambini nei gruppi di controllo ed in quello sperimentale, Mary Tudor somministrò una terapia del linguaggio con suggestioni positive a metà dei bambini, lodando la fluenza del loro linguaggio, ed una terapia del linguaggio con suggestioni negative all'altra metà, sminuendo i bambini per ogni imperfezione e dicendo loro che erano balbuzienti. Molti dei bambini che ricevettero la terapia negativa soffrirono per gli effetti psicologici negativi, ed alcuni ebbero problemi di linguaggio per il resto della loro vita.
Il nomignolo Monster Study fu assegnato da alcuni colleghi di Johnson, che erano rimasti sconvolti dal fatto che sperimentasse su bambini orfani per sottoporre a verifica una teoria sulla genesi delle balbuzie. L'esperimento fu tenuto nascosto per paura che la reputazione di Johnson potesse essere offuscata sulla scia degli esperimenti umani condotti dai nazisti durante la seconda guerra mondiale. Successivamente l'Università si scusò pubblicamente per il Monster Study nel 2001.

## Lo studio
Lo studio iniziò con la selezione di 22 soggetti da un orfanotrofio di veterani nello Iowa. A nessuno fu detto l'intento della ricerca di Mary: i bambini credevano che avrebbero ricevuto una terapia logopedica. Il progetto dello studio era complesso. La Tudor stava provando a indurre le balbuzie in bambini sani e voleva anche capire se il raccontare ad un balbuziente che il suo linguaggio era perfetto avrebbe prodotto un cambiamento. Tra i 22 soggetti vi erano 10 orfani che insegnanti ed infermieri avevano indicato come balbuzienti già prima che lo studio iniziasse. Mary Tudor ed altri 5 laureati, che avevano accettato di lavorare nello studio come "giudici", ascoltarono i linguaggi di ogni bambino, classificandoli in base ad una scala che andava da 1 (linguaggio deficitario) a 5 (linguaggio fluente). Cinque furono assegnati al gruppo IA, il gruppo sperimentale: a loro fu detto che non balbettavano e che il loro linguaggio era ottimo (suggestione positiva). Ai cinque del gruppo IB (gruppo di controllo) fu detto che il loro linguaggio era pessimo (suggestione negativa).
I rimanenti 12 bambini furono scelti a caso dalla popolazione di orfani senza problemi di comunicazione. Sei di loro furono assegnati al gruppo IIA: a questi bambini, appartenenti ad un range di età compresa tra i 5 e i 15 anni, fu detto che il loro linguaggio non era del tutto normale, e che sarebbero diventati balbuzienti se non si fossero corretti immediatamente. Gli ultimi soggetti del gruppo IIB, della stessa età di quelli del gruppo IIA, parlavano normalmente e furono trattati correttamente: veniva spesso elogiato il loro modo di esprimersi. Nella sua prima visita Marie Tudor testò il QI di ogni bambino e studiò la prevalenza di utilizzo della mano destra o sinistra. Una teoria in voga infatti sosteneva che la balbuzie fosse dovuta ad uno sbilanciamento tra i due emisferi cerebrali. Secondo Johnson tale teoria era insensata, ma volle approfondire e suggerì alla Tudor di osservare con quale mano scrivessero i bambini. Lei li fece disegnare alla lavagna, ma non fu trovata alcuna correlazione tra la prevalenza dell'uso della mano destra o della sinistra e il linguaggio dei soggetti.
Il periodo sperimentale durò da gennaio a maggio del 1939: ciò che la Tudor doveva fare era recarsi da Davenport fino a Iowa City ogni 2-3 settimane, e parlare con ogni bambino per circa 45 minuti, seguendo un copione concordato in precedenza. Nella sua dissertazione raccontò che, durante le sedute con ogni giovane balbuziente del gruppo IIB, rassicurava i bambini, dicendo: "Supererai la balbuzie e sarai capace di parlare addirittura meglio di come fai ora. Non prestare attenzione a quello che ti dicono gli altri su come parli: loro, senza dubbio, non capiscono che si tratta solo di una fase" (suggestione positiva). Ai giovani non balbuzienti della classe IIA, che erano stati etichettati come balbuzienti, invece diceva: "Lo staff è giunto alla conclusione che il tuo linguaggio è a rischio: presenti molti dei sintomi di un bambino che sta per diventare balbuziente. Devi provare a fermarti immediatamente. Usa la tua forza di volontà. Fai qualsiasi cosa per trattenerti dal balbettare. Non parlarne con nessuno fino a che non ti darò io il permesso. Hai notato come balbetta (cita il nome di un bambino dell'orfanotrofio, che balbetta molto), vero? Bene, lui senza dubbio ha iniziato nello stesso modo" (suggestione negativa).
I bambini della classe IIA mostrarono immediatamente cambiamenti: dopo la seconda sessione con Norma Jean, di 5 anni, la Tudor annotò: "Era molto difficile farla parlare, sebbene parlasse molto rapidamente fino al mese prima." Un'altra del gruppo, Betty Romp, di 9 anni, "praticamente si è rifiutata di parlare: ha tenuto le mani o le braccia sugli occhi per la maggior parte del tempo". Hazel Potter, quindicenne, la più anziana del gruppo, divenne "molto più conscia di se stessa e iniziò a parlare meno", annotò la Tudor. La Potter cominciò pure ad usare intercalari ed a schioccare le dita per la frustrazione. Le fu chiesto come mai diceva 'a' così frequentemente. "Perché ho paura di non poter dire la prossima parola." "Perché schiocchi le dita?" "Perché ho paura di stare per dire 'a'". Il rendimento scolastico dei bambini ne risentì molto: uno di loro cominciò a rifiutarsi di recitare in classe; un altro, l'undicenne Clarence Fifer, cominciò ansiosamente a correggersi. "Egli si fermò e mi disse che stava par avere problemi con le parole, prima di dirle", riportò la Tudor. Lei gli chiese come lo sapeva. Lui rispose che il suono "non poteva venire fuori. Sentiva che era impantanato dentro". La sesta orfana, Mary Korlaske, cresceva isolata e permalosa. Durante la loro sessione, la Tudor le chiese se la sua migliore amica sapesse del suo balbettare. Korlaske bisbigliò: "No." "Perché no?" Korlaske strofinò i piedi tra loro. "Parlo poco con lei". Due anni più tardi scappò dall'orfanotrofio e giunse alla Industrial School for Girls, fuggendo così anche dagli esperimenti che venivano condotti su di lei.
La stessa Mary Tudor non fu impassibile a tutto ciò. Per tre volte, dopo che l'esperimento era ufficialmente finito, lei tornò all'orfanotrofio per tentare una cura volontaria supplementare. Disse ai bambini della classe IIA che non avrebbero più balbettato. Il successo di quest'operazione fu discutibile. Scrisse a Johnson a proposito degli orfani, in una lettera datata 22 aprile 1940, in cui la Tudor si metteva leggermente sulla difensiva: "Credo che col tempo potranno recuperare, ma abbiamo certamente sortito un preciso effetto su di loro". Prima della sua morte Marie Tudor espresse profondo rincrescimento per il suo ruolo nel Monster Study. Nonostante ciò che causò Wendell Johnson col Monster Study, la Tudor pensava ancora che egli avesse apportato molti contributi positivi alla ricerca sulla balbuzie.

## La causa giudiziaria
Il 17 agosto 2007, sei dei bambini orfani furono risarciti di 925000 $ dallo stato dell'Iowa per i danni psicologici ed emozionali permanente, causati da sei mesi di tormenti. Lo studio dimostrò che, sebbene nessuno dei bambini divenne balbuziente, molti divennero introversi e riluttanti a parlare. La querela fu una conseguenza di un articolo del San Jose Mercury News nel 2001, condotto da un reporter investigativo. L'articolo rivelò che parecchi orfani ebbero effetti psicologici di lunga durata derivanti dall'esperimento. Lo stato ha cercato senza successo di ottenere l'abbandono della querela, ma nel settembre 2005, i giudici della Corte suprema del Iowa si accordarono con la corte del tribunale, nel respingere l'affermazione dello stato di immunità e la petizione per il rinvio della querela.
Molti degli orfani testimoniarono che ebbero dei danni dal Monster Study ma, al di fuori di Mary Tudor, che testimoniò in una deposizione del 19 novembre 2002, non vi era alcun testimone oculare degli eventi. L'età avanzata dei tre ex orfani querelanti contribuì ad accelerare un accordo con lo Stato. L'ufficio del procuratore generale del Iowa disse in un comunicato stampa il 17 agosto 2007, che l'indennizzo di 925000 $ fu giusto e opportuno, anche se lo stato rifiutò di accettare la responsabilità per eventuali danni causati agli orfani.
Nonostante l'accordo, rimase il contenzioso su quanto danno portò il Monster Study agli orfani. Nicholas Johnson, il figlio del fu Wendell Johnson, difese suo padre con veemenza. Egli ed alcuni specialisti del linguaggio sostennero che Wendell Johnson non volesse creare danno ai bambini orfani e che nessuno degli orfani fu effettivamente diagnosticato come "balbuziente" alla fine dell'esperimento. Altri esperti del linguaggio condannarono l'esperimento e dissero che il linguaggio ed il comportamento degli orfani fu affetto dal condizionamento negativo che ricevettero. Le lettere tra Mary Tudor e Wendell Johnson che furono scritte immediatamente dopo l'esperimento, mostra che il linguaggio dei bambini si deteriorò rapidamente. Mary Tudor tornò all'orfanotrofio tre volte per provare ad invertire gli effetti negativi causati dall'esperimento, ma lamentò il fatto che era incapace di fornire una sufficiente terapia positiva per invertire gli effetti deleteri..
Patricia Zebrowski, professore associato di patologia del linguaggio della Università dell'Iowa, nota che "L'insieme dei dati che risultano dal lavoro di Johnson con i bambini balbuzienti ed i loro genitori, è ancora la più grande collezione di informazioni scientifiche per quanto concerne l'insorgenza della balbuzie. Sebbene nuovi lavori abbiano determinato che i bambini che balbettano stanno facendo qualcosa di differente nella loro produzione di linguaggio, rispetto a quelli che non balbettano, Johnson fu il primo a parlare dell'importanza dei pensieri, attitudini, credenza e sensazioni interne dei balbuzienti. Noi ancora non sappiamo che cosa causi la balbuzie, ma il modo di approcciarsi allo studio ed al trattamento dello "Iowa" è ancora profondamente influenzato da Johnson, ma con una aggiunta enfasi alla produzione del linguaggio."
Attualmente la American Speech-Language-Hearing Association proibisce gli esperimenti sui bambini, ove esista una possibilità significativa di causare conseguenze durature dannose. Potrebbe comunque essere non corretto giudicare il lavoro attraverso gli standard etici formali che furono creati successivamente. Le conseguenze negative di questo studio, appaiono minori quando comparati con le violazioni etiche nella ricerca con soggetti umani, condotti nella seconda metà del XX secolo. Questi ultimi casi, approvati, rivisti e finanziati, dalle maggiori istituzioni di ricerca, qualche volta terminarono con la morte del soggetto.
Lo studio fu soppresso, nel senso che Wendell Johnson non fece alcun tentativo di proseguire la pubblicazione dei suoi risultati, su consiglio dei colleghi che lo avvertirono che l'esperimento avrebbe potuto offuscare la sua carriera. Comunque la tesi fu rilegata, catalogata e resa disponibile nella biblioteca della università nell'identica maniera delle altre tesi. Attualmente non esiste alcuna teoria condivisa sulla balbuzie, sia per quanto concerne le cause che la terapia. Questa affermazione è coerente con ciò che è attribuito a Patricia Zebrowski, sopra.
Nel 2001 l'università dello Iowa si scusò pubblicamente per il Monster Study. Un portavoce dell'università definì l'esperimento increscioso, e aggiunse: "This is a study that should never be considered defensible in any era... In no way would I ever think of defending this study. In no way. It's more than unfortunate" (in italiano: "Questo è uno studio che non dovrebbe essere considerato difendibile in alcuna epoca. In nessun modo potrei pensare di difendere questo studio. In nessun modo. È da considerarsi qualcosa di più che un esperimento infelice").